# Porte de Halle (Berlin)
Pour les articles homonymes, voir Porte de Halle.
La porte de Halle (Hallesches Tor) était l'une des 14 portes percées dans le mur de douane et d'accise de Berlin au XVIIIe siècle pour protéger Berlin. Située dans l'actuel quartier de Kreuzberg, la porte permettait un passage entre la Mehringplatz (de) au nord et un pont traversant le landwehrkanal au sud qui ouvrait la voie via Mehringdamm vers Halle-sur-Saale à 170 km de là en Saxe.
En lieu et place de la porte aujourd'hui disparue se tient désormais une station de métro du même nom surélevée sur un viaduc et desservie par la ligne 1 et la ligne 6 du métro de Berlin. Le pont sur le Landwehrkanal, autrefois nommé pont de la belle-alliance (Belle-Alliance-Brücke) est aujourd'hui connu sous le nom de pont de la porte de Halle (de) (Hallesche-Tor-Brücke). En outre, la bibliothèque commémorative américaine et le musée juif de Berlin sont situés à proximité, avec au-delà les cimetières de la porte de Halle.

## Histoire

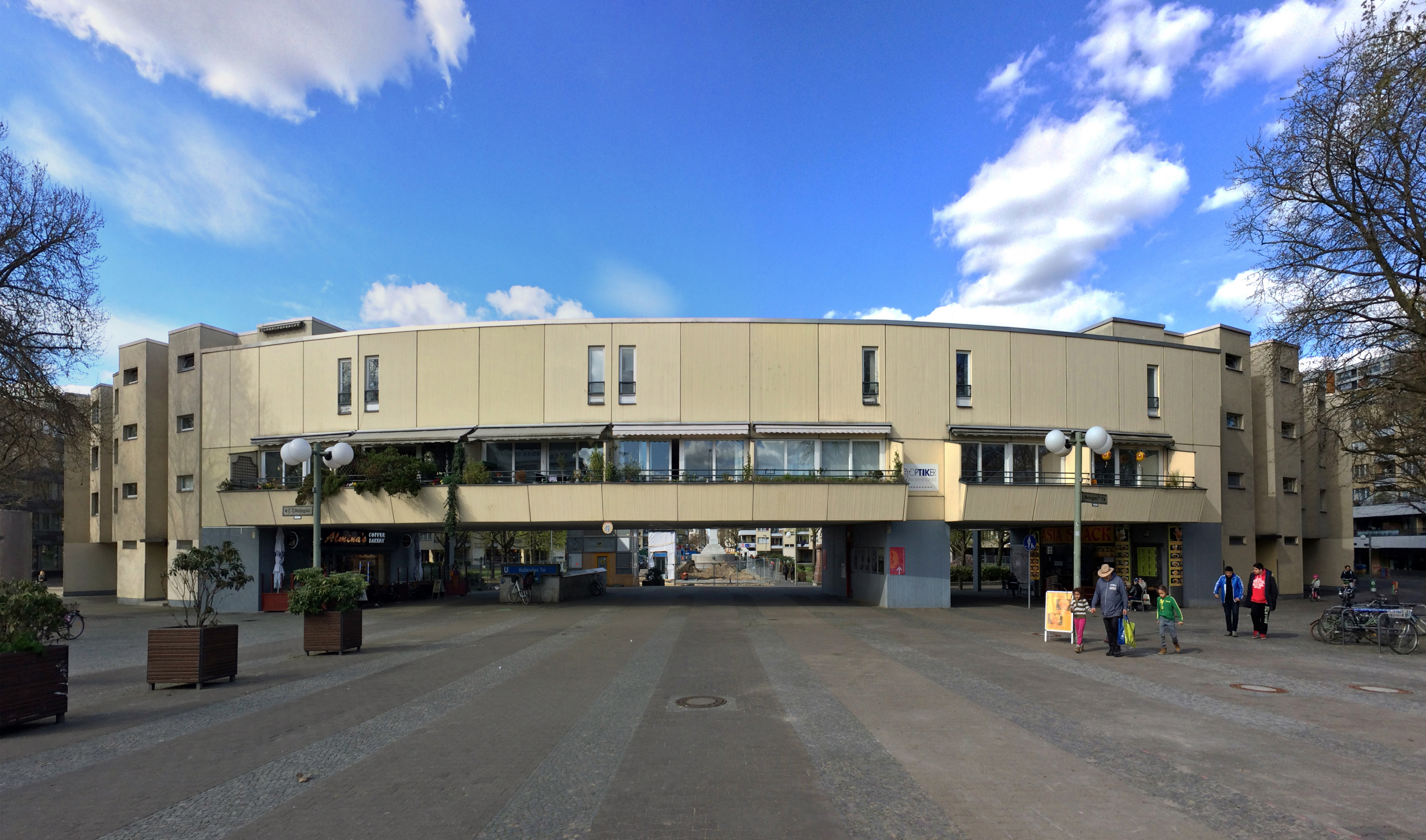
Le même lieu en 2017.

Sur l'enceinte berlinoise créée au début du XVIIIe siècle, la porte de Halle se situe entre la porte de Potsdam à l'ouest et la porte de Cottbus à l'est. Cent ans plus tard, deux autres portes seront construites de part et d'autre de celle de Halle : la porte d'Anhalt (de) à l'est et la porte de l'Eau à l'ouest. Jusqu'à la signature de l'Édit concernant la condition des citoyens juifs dans l'État Prussien (Edikt betreffend die bürgerlichen Verhältnisse der Juden in dem Preußischen Staate) le 11 mars 1812 qui permettra une plus libre circulation des juifs, la porte de Halle était leur seul passage possible d'entrée et de sortie au sud de Berlin, sous réserves de contrôles. Leur autre point de passage était au nord de la ville via la porte de Rosenthal et dès 1750, via la porte de Prenzlau.
À partir du début du XVIIIe siècle, plusieurs cimetières sont construits à l'extérieur de l'enceinte, devant la porte de Halle. On les appela à partir de 1848 Am Halleschen Thore, c'est-à-dire « cimetières de la porte de Halle ». Ces cimetières sont également appelés cimetières de Mehringdamm, car ils ne se trouvent pas dans une vicinité immédiate de la porte de Halle, mais ils en sont séparés par l'imposante Blücherplatz. Entre 1876 et 1879, l'architecte Heinrich Strack construit en lieu et place de la porte des édifices résidentiels et commerciaux qui forment une arcade à cheval sur la voie. En l'absence d'une porte proprement dite, c'est donc désormais le pont sur le Landwehrkanal qui marque l'entrée de l'enceinte. Le pont s'appelle alors encore le pont belle-alliance (Belle-Alliance-Brücke) en référence aux guerres napoléoniennes. Le pont est orné de statues et de figures représentant le transport et le commerce. Après les destructions de la Seconde Guerre mondiale, le pont est restauré ainsi que deux statues. Il s'appelle désormais le pont de la porte de Halle (de) (Hallesche-Tor-Brücke).

## Accès
Outre les métros, le carrefour est également desservi par les lignes d'autobus diurnes M41 (Sonnenallee/Baumschulenstraße ↔ gare centrale) et 248 (Südkreuz ↔ gare de l'Est) et nocturnes N7 (Rathaus Spandau ↔ Aéroport de Berlin-Schönefeld) et N42 (Theodor-Heuss-Platz ↔ Alexanderplatz).